# Маэда, Осаму
Осаму Маэда (яп. 前田 治 Маэда Осаму, род. 5 сентября 1965, Фукуока) — японский футболист. Выступал за национальную сборную.

## Клубная карьера
На протяжении своей футбольной карьеры выступал за клуб «Иокогама Флюгельс», игроком которого стал после окончания Университета Токай в 1988 году. В этом сезоне команда (тогда носила название — «All Nippon Airways») заняла второе место в чемпионате, а Маэда был включен в символическую сборную лиги. В 1993 году в Японии клуб стал обладателем Кубка Императора, а на международной арене выиграл Кубок обладателей кубков и Суперкубок Азии в 1995 году. В следующем году Маэда завершил игровую карьеру.

## Национальная сборная
С 1988 по 1989 год сыграл за национальную сборную Японии 14 матчей, в которых забил 6 голов. Маэда дебютировал за национальную команду 27 января 1988 года в мачте против Объединенных Арабских Эмиратов. После этого он регулярно выходил на поле, играл в отборочных матчах к чемпионату мира 1990 года. А также участвовал в Кубке Азии по футболу 1988 года.

## Статистика

### В клубе
| Выступления за клуб | Выступления за клуб | Выступления за клуб          | Лига  | Лига | Кубок            | Кубок            | Кубок лиги | Кубок лиги | Итого | Итого |
| Сезон               | Клуб                | Лига                         | Матчи | Голы | Матчи            | Голы             | Матчи      | Голы       | Матчи | Голы  |
| Япония              | Япония              | Япония                       | Лига  | Лига | Кубок Императора | Кубок Императора | Кубок лиги | Кубок лиги | Итого | Итого |
| ------------------- | ------------------- | ---------------------------- | ----- | ---- | ---------------- | ---------------- | ---------- | ---------- | ----- | ----- |
| 1988/89             | Олл Ниппон Эйрвейс  | Чемпионат Японии. Дивизион 1 | 22    | 10   |                  |                  |            |            | 22    | 10    |
| 1989/90             | Олл Ниппон Эйрвейс  | Чемпионат Японии. Дивизион 1 | 16    | 3    |                  |                  | 3          | 1          | 19    | 4     |
| 1990/91             | Олл Ниппон Эйрвейс  | Чемпионат Японии. Дивизион 1 | 16    | 3    |                  |                  | 4          | 1          | 20    | 4     |
| 1991/92             | Олл Ниппон Эйрвейс  | Чемпионат Японии. Дивизион 1 | 7     | 0    |                  |                  | 1          | 0          | 8     | 0     |
| 1992                | Иокогама Флюгельс   | Джей-лига                    | -     | -    |                  |                  | 9          | 3          | 9     | 3     |
| 1993                | Иокогама Флюгельс   | Джей-лига                    | 32    | 10   | 5                | 4                | 6          | 1          | 43    | 15    |
| 1994                | Иокогама Флюгельс   | Джей-лига                    | 39    | 11   | 2                | 0                | 2          | 0          | 43    | 11    |
| 1995                | Иокогама Флюгельс   | Джей-лига                    | 29    | 8    | 2                | 0                | -          | -          | 31    | 8     |
| 1996                | Иокогама Флюгельс   | Джей-лига                    | 3     | 0    | 0                | 0                | 4          | 0          | 7     | 0     |
| Итого               | Итого               | Итого                        | 164   | 45   | 9                | 4                | 29         | 6          | 202   | 55    |

### В сборной
| Сборная Японии | Сборная Японии | Сборная Японии |
| Год            | Матчи          | Голы           |
| -------------- | -------------- | -------------- |
| 1988           | 5              | 1              |
| 1989           | 9              | 5              |
| Итого          | 14             | 6              |

## Достижения

### Командные
«Иокогама Флюгельс»
- Кубок Императора: 1993

### Личные
- Символическая сборная японской футбольной лиги: 1988/89